# Paolo Bartolini
Paolo Bartolini (Roma, 1859 – Roma, 1930) è stato uno scultore italiano.
Ricordato per la fondazione dell'Accademia "Raffaello Sanzio" a Roma nel 1890 assieme all'amico pittore Augusto Bompiani, che ebbe fiorente vita per circa un ventennio. Notevoli sono alcune sue opere bronzee, tra cui la più importante è la quadriga della Libertà che svetta sul complesso del Vittoriano in Roma; ancora troviamo traccia di sue opere o collaborazioni in monumenti romani quali il Palazzo di Giustizia, la Basilica di Sant'Andrea delle Fratte, la chiesa di Santa Maria Regina dei Cuori e Sant'Ivo dei Bretoni. Suo è un busto di Garibaldi nel portico del Palazzo Comunale di Rieti.